# Iuspositivismo
El iuspositivismo o positivismo jurídico es una corriente de pensamiento cuya principal tesis es la separación conceptual de moral y derecho, lo que supone un rechazo a una vinculación lógica o necesaria entre ambos. A la vez, el iuspositivismo define las instituciones jurídicas como un tipo particular de instituciones sociales.
Considera el conjunto de normas válidas evitando cualquier tipo de interpretación moral o de valores. La disciplina que lo estudia es la teoría del derecho, que se encarga de la dimensión normativa dentro del tridimensionalismo jurídico (norma, hecho y valor). Le da igual lo justo o injusto de la aplicación de una norma: el jurista simplemente se limita a acatar lo dictado por ella misma. Sin embargo, también es un tema ampliamente estudiado y tratado por la filosofía del derecho, donde es analizado a la par de temas como el iusnaturalismo, el iusmarxismo o el iusociologismo, entre otros.
No existe una definición universalmente aceptada de iuspositivismo. Sin embargo, sus diferentes versiones tienen en común un planteamiento antimetafísico, defendiendo que el objeto de estudio de la ciencia jurídica es, exclusivamente, el derecho positivo, y que este tiene, en su origen y desarrollo, una relación directa con determinados fenómenos sociales.
En alguna de sus versiones, el positivismo jurídico plantea que el derecho es un conjunto de normas dictadas por los seres humanos (por el soberano) a través del Estado, mediante un procedimiento formalmente válido, con la intención o voluntad de someter la conducta humana al orden disciplinario por el acatamiento de esas normas.

## Introducción
El iuspositivismo entiende que derecho y moral son distintos, dado que el derecho existe con independencia de su correspondencia o no con una u otra concepción moral. Esto es, una norma jurídica puede existir independientemente de una fundamentación moral, aunque esta puede afectar su eficacia o legitimidad. Una ley puede ser justa o injusta —aunque lo deseable sea lo primero—; no obstante, una ley inmoral no deja por ello de ser ley. 
El iuspositivismo es tan antiguo como el derecho mismo, pero alcanzó su mayor desarrollo teórico a partir de los escritos de los filósofos ingleses Thomas Hobbes (autor de Leviatán) y Jeremy Bentham (fundador de la doctrina utilitarista). Sin embargo, el verdadero pilar del iuspositivismo es el jurista austríaco Hans Kelsen, autor de Teoría pura del derecho (1.ª ed. 1934, 2.ª ed. 1960).
Para algunos iusnaturalistas —la postura opuesta al iuspositivismo—, el iuspositivismo es «malo» o «inmoral» porque avala la existencia del derecho injusto. Con todo, como se verá más adelante, existen varias clases de iuspositivismo y algunos iuspositivistas también critican las leyes injustas y la obediencia a estas, sólo que no dicen que no sean verdaderas leyes, sino que son leyes injustas.[cita requerida]

### Antecedentes del positivismo jurídico
A través de la historia esta corriente ha tenido distintas variaciones, entre las cuales se encuentran:
- la escuela histórica del derecho en el siglo XIX, que lo denominaban «derecho positivo por posición» (por los legisladores), frente al derecho natural; o
- en el sentido de la filosofía positiva, por el francés Auguste Comte (la actitud científica es incompatible con las actividades metafísicas y aprioristas concretándose a la experiencia sensible).

Un antecedente sumamente primitivo del positivismo jurídico lo encontramos al inicio de la República, de Platón, cuando el dialoguista Trasímaco señala:  

Y así, cada gobierno establece las leyes según su conveniencia: la democracia, leyes democráticas; la tiranía, leyes tiránicas, y del mismo modo los demás. Al establecerlas, muestran los que mandan que es justo para los gobernados, lo que a ellos conviene, y al que se sale de esto lo castigan como violador de las leyes y de la justicia. Tal es, mi buen amigo, lo que digo es que en todas las ciudades es idénticamente justo: lo conveniente para el gobierno constituido. Y éste es, según creo, el que tiene el poder; de modo que, para todo hombre que discurre bien, lo justo es lo mismo en todas partes: la conveniencia del más fuerte.

Bien podríamos considerar el resto del libro una respuesta a este argumento.[cita requerida]

## Clases de iuspositivismo
- Iuspositivismo ideológico: «El derecho es el derecho y hay que cumplirlo». El derecho debe ser obedecido y es razón suficiente para actuar con toda justificación moral. En esta acepción, el iuspositivismo es una concepción de la justicia, una ideología relativa a los valores que deben orientar nuestro comportamiento. No tiene ninguna relación lógica con las restantes acepciones del iuspositivismo.
- Formalismo: El derecho legislado es un sistema lógico y goza de plenitud hermética. La única interpretación válida del texto legal será la literal, puesto que el derecho es un sistema cerrado, sin contradicciones internas ni lagunas. La interpretación y aplicación textual de la ley es la única aceptable.
- Imperativismo: Para el imperativismo, la norma válida se identifica con un mandato del soberano respaldado por una habitual obediencia. El derecho es un sistema de normas que reglamentan el uso de la fuerza y que están respaldadas por la coacción. Para esta postura, la ley es la fuente de derecho predominante, en cuanto expresa la soberanía del Estado, una decisión o un proceso de decisiones provisto de autoridad.[3]
- Iuspositivismo metodológico o conceptual: Defendido, por ejemplo, por H. L. A. Hart en su libro The Concept of Law (1961) y posteriormente por Joseph Raz y por Carlos Santiago Nino en su Introducción al análisis del Derecho, es la tesis de que el derecho se encuentra conceptualmente separado de la moral, por lo que puede ser identificado, definido y analizado sin hacer referencia a valores morales. Toda ley positiva es verdadera ley, pero puede haber leyes tanto justas como injustas. Afirmar que una ley es válida no es decir nada sobre su calidad moral.
- Iuspositivismo lógico: Elaborado por Hans Kelsen, uno de los máximos exponentes del positivismo jurídico, afirma que la ciencia jurídica, al ocuparse de lo mandado jurídicamente, es una ciencia normativa, la cual para mantenerse dentro de los límites científicos aspira a librar a la ciencia jurídica de elementos extraños, de juicios que no sean normativos. Para Kelsen, la ciencia jurídica no describe la realidad, no formula juicios de hecho, no es empírica, puesto que su objeto son enunciados de «deber ser».[4]

## Escuelas iuspositivistas

### En Alemania
Durante la primera mitad del siglo XIX se desarrollaron en Alemania diferentes escuelas doctrinales, que se definen por estudiar el derecho como objeto propio y autónomo de conocimiento. En un primer momento, la escuela histórica, encabezada por Friedrich Karl von Savigny y Gustav von Hugo, resaltó el carácter histórico de los sistemas jurídicos positivos, su arraigo en unos territorios, en unas sociedades y en unas coyunturas concretas. Para ellos no existe un derecho intemporal válido para todos, cada comunidad crea su propio derecho.
El desarrollo dogmático de este enfoque, profundizando en el análisis de las normas jurídicas y de sus relaciones lógicas, condujo a la llamada jurisprudencia conceptual. Su objetivo es la construcción de un sistema completo y riguroso de conceptos jurídicos de carácter formal. El derecho se identifica con un sistema conceptual obtenido mediante una metodología extremadamente rigurosa y formalista.
En la segunda mitad del siglo XIX, la reacción contra los excesos del formalismo estuvo encabezada por Rudolf von Ihering, el autor más significativo del periodo, que había sido, a su vez, una destacada representante de la jurisprudencia conceptual. La nueva jurisprudencia de intereses (o jurisprudencia finalista) insistirá en que el derecho existe para garantizar y proteger intereses humanos, expectativas vitales, y para realizar determinados fines socialmente deseables. El derecho no es un sistema lógico, sino un cuerpo vivo. Y la interpretación de las normas deberá hacerse siempre atendiendo a esos fines sociales.

### En Francia
En 1804 entró en vigor el Código Civil de Napoleón. Se trata del primer código en sentido moderno: un cuerpo de normas expresamente elaboradas y organizadas sistemáticamente, en un solo momento, que reemplaza a todas las anteriores. Este suceso tuvo una amplia repercusión y ejerció gran influencia en el desarrollo del pensamiento jurídico. A partir de entonces, el derecho positivo no era un conjunto desordenado de normas surgidas a lo largo de la historia, que se acumulaban unas detrás de otras, sino un ordenamiento estructurado de una sola vez, como resultado de la ciencia jurídica del momento.
La corriente metodológica dominante en Francia durante las siguientes décadas fue la escuela de la exégesis, que ejerció su influjo casi hasta final de siglo. Sus rasgos son los siguientes:
1. respeto al texto literal de las normas;
2. predominio de la intención del legislador a la hora de interpretar las leyes;
3. prioridad del derecho estatal sobre otras fuentes; y
4. respeto del precedente y del principio de autoridad.

Para la escuela de la exégesis, la tarea del juez es una labor casi mecánica de aplicación/repetición de la norma a casos concretos, por un procedimiento lógico-deductivo (teoría de la subsunción). Los jueces no pueden crear derecho, ni siquiera pueden hacer una interpretación extensiva de la ley. La metodología de la exégesis recibió diversas críticas, siendo la más conocida la de François Gény.[¿cuál?]

### En Inglaterra
Los más importantes teóricos del derecho del siglo XIX inglés son Jeremy Bentham y John Austin. Con ellos se inicia una corriente de pensamiento, la jurisprudencia analítica, que fue predominante en Gran Bretaña hasta mediados del siglo XX.
Para Bentham y Austin, el derecho es un instrumento creado por los seres humanos para conseguir ciertos fines. El derecho es un conjunto de imperativos promulgados por la autoridad soberana. John Austin definió un sistema jurídico como aquel que está sometido a una autoridad soberana, y la validez de las leyes como su imposición formal por esta autoridad a través de sus agentes.

## Diferencias entre moral y derecho según el iuspositivismo
La mayoría de los autores que aceptan la separación conceptual entre el derecho y la moral consideran que, mientras el derecho es bilateral, la moral concierne a cada individuo (es unilateral). El derecho se ocupa fundamentalmente de las conductas externas de los individuos, en tanto que a la moral le interesan también las intenciones (exterioridad versus interioridad). En tercer lugar, mientras que no se puede obligar a cumplir con la moral, el Estado puede hacer cumplir el derecho (incoercibilidad contra coercibilidad). Finalmente, la moral suele referirse a la conducta autónoma de los sujetos, mientras que el derecho se impone a ellos (autonomía versus heteronomía).

### Unilateralidad y subjetividad vs. objetividad y bilateralidad
Siguiendo el ejemplo de Christian Tomasio e Immanuel Kant, se ha señalado que el derecho y la moral se diferencian por la distinta materia regulada: mientras que la moral regula solamente las conductas internas, las normas jurídicas se circunscriben a la regulación de las conductas externas de los hombres. La moral regula absolutamente todo el comportamiento humano, pero desde el punto de vista de la interioridad, de la intencionalidad. Por otro lado, el derecho se preocupa fundamentalmente de las implicaciones externas de la conducta, ya que trata de garantizar la paz y seguridad de la vida social. En esta medida, regula prioritariamente las conductas externas (aunque no todas) y sólo toma en consideración la interioridad o intencionalidad en cuanto que esa dimensión llega a manifestarse en la conducta exterior, cuando se hace captable y mensurable.
Según este criterio de distinción, moral y derecho se diferencian porque, mientras que las normas morales son subjetivas y unilaterales, las normas jurídicas son objetivas y bilaterales. La moral es subjetiva por cuanto se refiere al sujeto en sí mismo, es decir, regula su conducta en atención a su propio interés sin que la estructura de la propia norma incluya ningún comportamiento de ningún otro sujeto. Y, al mismo tiempo, la moral es unilateral porque, frente al sujeto a quién obliga, no sitúa a ninguna otra persona que esté legitimada por la misma norma moral para exigirle el cumplimiento de ese deber.
En cambio, el derecho es objetivo (o transubjetivo), por cuanto regula la conducta relativa o relacional de los hombres, valorando esa conducta en referencia a la vida social, no en atención al interés del sujeto obligado. Por eso, establece límites precisos y externamente verificables: la medida del deber que impone está en la posibilidad jurídica (derecho subjetivo) que otro sujeto diferente tiene de intentar eficazmente que ese deber sea cumplido. El derecho es también esencialmente bilateral o bidireccional, puesto que las normas jurídicas, asignan al mismo tiempo la obligación de un sujeto y la correlativa pretensión o exigencia del otro. Es decir, atribuyen posibilidades socialmente eficaces de exigir el cumplimiento de los deberes que imponen. Así, frente al deber jurídico, existe siempre un derecho subjetivo correlativo.

### Autonomía vs. heteronomía
En aplicación de este criterio, se ha venido proclamando tradicionalmente que la distinción entre moral y derecho deriva del carácter autónomo de la primera y del carácter heterónomo del segundo. La moral es constitutivamente autónoma porque el sujeto, para obrar moralmente, ha de actuar según el principio de su propia racionalidad. Así, el sujeto, cuando se somete a la ley moral, lo hace por coincidencia de esta con la dimensión inteligible de sí mismo. Y, en esa medida, se somete a su propia ley. El derecho es, en cambio, heterónomo, puesto que los sujetos tienen el deber de someterse a las normas jurídicas no por coincidencia de esas normas con su propia ley de racionalidad, sino porque hay un legislador diferente de ellos mismos que tiene la capacidad de imponerles el cumplimiento de tales normas.
Desde el punto de vista del sujeto individual obligado, moral y derecho son igual o paralelamente heterónomos, por lo que la diferencia entre ambas normatividades ha de quedar reducida al modo de imponerse. Las normas morales se constituyen en tales para el individuo a través del asentimiento o reconocimiento de este. Una norma moral es y opera como tal norma, es decir, obliga al sujeto en tanto en cuanto el sujeto le reconoce la virtualidad de obligar. Cualquier norma moral dejaría de ser verdaderamente moral si el sujeto, al cumplirla, no la acepta como norma para sí mismo, es decir, si no la reconoce en su conciencia como norma que debe cumplir. Por el contrario, las normas jurídicas se constituyen en tales para el individuo con independencia del asentimiento o reconocimiento de este. La obligación jurídica es establecida por el derecho de manera pura y exclusivamente objetiva, con total independencia de lo que piense o sienta el sujeto en su interior.

### Coercibilidad vs. no coercibilidad
Se ha señalado también que moral y derecho se distinguen por la diferente vinculación que tiene con la posibilidad de recurrir a la coacción para conseguir el cumplimiento de las conductas que imponen. Las normas morales se caracterizan por establecer unos deberes cuyo cumplimiento es incompatible con cualquier tipo de realización forzada, mientras que en el derecho la posibilidad de que el cumplimiento sea impuesto por la fuerza es consubstancial. Así pues, frente a la natural coercibilidad del derecho (posibilidad del recurso a la imposición forzada), se destaca, como signo diferenciador definitivo, la también natural no coercibilidad de la moral. En el derecho, la posibilidad del recurso a la imposición forzada forma parte de su estructura.
El fin que se propone el derecho de manera inmediata y directa es conseguir el mantenimiento y el adecuado desarrollo de la vida social. Por tanto, el derecho ha de regular todas aquellas manifestaciones de la vida comunitaria que interfieran de manera suficientemente importante en el mantenimiento o ruptura de la convivencia social y ha de regularlas con las máximas garantías posibles. En cambio, la moral, si bien contribuye también a que la convivencia social se realice de una manera pacífica y ordenada, tiene como misión la consecución de la perfección o plenitud vital del individuo. La moral responde a la necesidad (psicológica) que siente el individuo de estar en paz consigo mismo —esto es, con su propia conciencia— mediante la fidelidad o sometimiento interior voluntario a las directrices de la ley moral.
El derecho contempla las acciones humanas desde un punto de vista social atendiendo a las consecuencias que esas acciones van a tener para la vida del grupo. Por el contrario, la moral contempla la conducta humana desde el punto de vista subjetivo de la actitud o disposición anímica en que está y con la que actúa el destinatario de la norma.

## Contrariedades y visiones del positivismo jurídico
Dentro de la corriente del positivismo jurídico, la visión que cobró más perdurabilidad en el tiempo ha sido la que se denomina como positivismo analítico o, más sencillamente, concepción analítica del derecho.
La filosofía analítica se caracteriza por la primacía otorgada al estudio del lenguaje como «lugar» filosófico, por el uso de métodos de carácter analítico-descompositivo en el estudio de ese lenguaje y por su concentración en las problemáticas lógicas, metaéticas y de la acción humana, con la consiguiente preterición del resto de los temas de la filosofía práctica, en especial de los ético-normativos.
En la actualidad muchos filósofos y juristas[¿quién?] dicen que el positivismo jurídico se encuentra en crisis, debido al redescubrimiento de la eticidad del derecho. Sin embargo, esto no significa que la corriente predominante en la filosofía jurídica actual sea el iusnaturalismo clásico; es más, ni siquiera implica que se considere a sí misma como propiamente iusnaturalista. La crisis terminal del positivismo jurídico es motivada principalmente por su incapacidad para dar respuestas aceptables a los más exigentes problemas ético-jurídicos de la sociedad. A pesar de esto, se observa una importante tendencia entre pensadores no positivistas o antipositivistas que afirman que es necesaria la búsqueda de una nueva vía que, sin recaer en el temido iusnaturalismo, provea al derecho de ciertos elementos que aparecen como racionalmente indispensables: ante todo, de una justificación racional de la obligación jurídica, más allá del mero factum del poder coactivo, sea este estatal o social; y, en segundo lugar, de una instancia de apelación ética, desde la cual sea posible juzgar crítica o valorativamente los contenidos del derecho positivo.
Uno de los grandes detractores del positivismo jurídico en la actualidad es el controversial filósofo y físico argentino Mario Bunge, quien señala al positivismo jurídico como el agente del subdesarrollo de los países latinoamericanos. Destaca en su crítica que esta fue la doctrina jurídica del régimen nacionalsocialista alemán y de la Unión Soviética, además de la supuesta amoralidad de la ley.[cita requerida]

## Autores positivistas
Algunas de las figuras más destacadas del iuspositivismo son:
- H. L. A. Hart
- Hans Kelsen
- Joseph Raz
- Carl Schmitt
- Julie Dickson